# Transall C-160
Transall C-160 (poznat i kao C.160) je vojni transportni zrakoplov kojeg je razvio konzorcij Transall sastavljen od francuskog (Aérospatiale) i njemačkog (Messerschmitt-Bölkow-Blohm) proizvođača zrakoplova. C-160 je razvijen ponajprije zbog potreba francuskih i njemačkih zračnih snaga, ali je izvožen i u druge zemlje za vojne ili civilne potrebe. Danas se Transall C-160 u Francuskoj i Njemačkoj namjerava zamijeniti s Airbusom A400M.

## Dizajn i razvoj
C-160 je prvotno zamišljen kao zamjena zračnoj floti Nord Noratlas francuskog ratnog zrakoplovstva. Dizajniran je s dva motora, konvencionalnom konfiguracijom aviona s visokim krilima te utovarnom rampom ugrađenom u stražnji dio trupa. Veličinom je usporediv s transportnim zrakoplovima Aeritalia G.222 i C-130 Hercules.
Prva tri prototipa su poletjela 1963. godine nakon čega je uslijedila pred-proizvodnja prvih primjeraka 1965. Prva serija je obuhvaćala 110 C-160D za Luftwaffe, 50 C-160F za francuske zračne snage i 9 C-160Z za južnoafričke zračne snage. Kasnije su četiri francuska C-160F konvertirani u model C-160P za potrebe transporta zračne pošte.

## Operativna povijest
Francuske zračne snage su 1977. naručile napredniju inačicu pod nazivom C-160NG. Avioni su označeni kao Nouvelle Génération (hrv. Nova generacija). Od 1981. godine isporučeno je 29 takvih zrakoplova, od čega je njih polovica konvertirana kao zrakoplov cisterna za dolijevanje goriva u zraku. Još četiri zrakoplova je konfigurirano kao C-160H TACAMO, zrakoplov namijenjen komunikaciji s podmornicama. U konačnici, dva zrakoplova su dorađeni kao avioni za SIGINT elektronski nadzor zrakoplova, pod oznakom C-160G Gabriel. Taj model koristio se i u Zaljevskom ratu 1991. godine.
U Francuskoj su od 1994. do 1999. svi C-160 podvrgnuti nadogradnji avionike i dodavanju proturaketnih sustava zaštite. C-160F i C-160NG su nadograđeni na C-160R (fra. R - Renové; hrv. Obnovljen). Isti proces nadogradnje je izvršen i na avionima njemačkog Luftwaffea, zajedno u suradnji s britanskom vojnom industrijom BAE Systems. Tada se smatralo da će se svi C-160 u francuskoj i njemačkoj vojnoj službi koristiti do 2008. ali oni se koriste i danas sve dok taj avion u potpunosti ne zamijeni Airbus A400M. Ratna zrakoplovstva Njemačke, Francuske i JAR-a su naručile 60, 50, odnosno 8 Airbus A400M transportnih zrakoplova.
Južnoafričke zračne snage već su povukle te zrakoplove iz svoje uporabe dok se jedan C-160Z čuva u muzeju južnoafričkih zračnih snaga, u zračnoj bazi Swartkop, blizu Pretorije. Turska korisi 20 modela C-160T kupljenih od Njemačke.

## Zračna nesreća
9. veljače 1975. jedan je C-160 od Luftwaffea prilikom leta u NATO bazu na Kreti ušao u jaku oluju koja je uzrokovala sudar aviona u planinu. Svih 42 putnika je poginulo.

## Korisnici

### Vojni korisnici
- Francuska: francuske zračne snage.
- Njemačka: njemačke zračne snage.
- Turska: turske zračne snage.

### Civilni korisnici
- Francuska: Air France koristi C-160 za potrebe francuske pošte.
- Indonezija: zračna služba Manunggal.
- Švicarska: Balair.

### Bivši korisnik
- JAR: južnoafričke zračne snage nekad su koristile Transall C-160 transportne zrakoplove ali danas su svi otpisani iz uporabe osim jednoga koji se nalazi u muzeju zračnih snaga.

## Tehničke karakteristike
Izvori podataka: *John Taylor: "Jane's All The World's Aircraft 1982-83", London:Jane's Yearbooks, 1982. i Deagel.com
Osnovne karakteristike
- posada: 3 (dva pilota i inženjer leta)
- kapacitet: 93 vojnika
61 - 88 padobranaca
62 ranjenika na nosilima
- dužina: 32,4 m
- raspon krila: 40 m
- površina krila: 160 m²
- visina: 11,65 m
- korisni teret: 16.000 kg

Letne karakteristike
- najveća brzina: 593 km/h (368 mph, 320 čvorova)
- ekonomska brzina: 513 km/h (319 mph, 277 čvorova) na visini od 4.875 m
- dolet: 8.858 km (5.504 milja)
1.853 km (1.151 milja) sa 16.000 kg tereta + 30 min. rezerve
- brzina penjanja: 6,6 m/sek.
- najveća visina leta: 8.230 m
- specifično opterećenje krila: 319 kg / m²
- motor: 2× Rolls-Royce Tyne Rty.20 Mk 22 turbo-fen motora
4.549 kW (6.100 KS) snage po jednom motoru

## Vanjske poveznice
- Airforce-technology.com